# Stenocephalemys albocaudata
Espèce
Statut de conservation UICN

 LC  : Préoccupation mineure
Stenocephalemys albocaudata est une espèce de rongeur de la famille des Muridae, du genre Stenocephalemys, endémique d'Éthiopie.

## Taxonomie
L'espèce est décrite pour la première fois par le paléontologue américain Childs Frick en 1914.

## Distribution et habitat
L'espèce se rencontre dans les landes au sud-est de l'Éthiopie dans les massifs de Bale et Arssi entre 3 000 et 4 377 mètres d'altitude, dans les forêts, les broussailles et à proximité des zones agricoles.

## Menaces
L'Union internationale pour la conservation de la nature la distingue comme espèce de « Préoccupation mineure » (LC) sur sa liste rouge.